# Jacques Heyman
Jacques Heyman (* 8. März 1925) ist ein britischer Bauingenieur, emeritierter Professor für Baustatik an der University of Cambridge.

## Leben
Heyman studierte ab 1941 an der Universität Cambridge Mathematik, wechselte aber schon bald zu Bauingenieurwesen. 1944 machte er seinen Abschluss und wurde danach einberufen, um an Düsentriebwerken zu arbeiten. 1946 ging er als Assistent von John Baker zurück an die Universität Cambridge. 1949 wurde er promoviert und ging als Post-Doktorand an die Brown University zu William Prager, wo er drei Jahre blieb und auch nochmals 1956 zurückkehrte. 1956 war er Assistant Lecturer und Demonstrator in Cambridge. 1963 nahm er kurze Zeit einen Ruf nach Oxford an, zog seine Zusage aber sofort zurück, nachdem deutlich wurde, dass sein Lehrstuhl nur mit unzureichenden Mitteln ausgestattet war. 1971 wurde er Reader und schließlich Professor in Cambridge. 1983 bis 1992 war er Vorstand der Fakultät. Er war auch mehrmals Gastprofessor an der Universität Florenz.
Wie sein Lehrer Baker bemühte er sich, Erkenntnisse der Plastizitätstheorie aus dem Stahlbau (womit sich Heyman auch intensiv befasst hatte und mit Baker grundlegende Lehrbücher verfasste) auch auf den Massivbau zu übertragen. Die Untersuchung des plastischen Grenzfalls im Tragverhalten von Steinbauten führte ihn auch zur Untersuchung der Baustatik historischer Gebäude wie Kathedralen, wofür er ein anerkannter Experte wurde. Er schrieb darüber auch mehrere Fachbücher, wobei er auch in seine Statik Lehrbücher historische Betrachtungen einfließen ließ. Er gab auch die Abhandlung über Baustatik von Charles Augustin de Coulomb neu heraus. 1971 war er verantwortlich für die Sanierung des Westturms der Kathedrale von Ely.
2008 wurde er Ehrendoktor der Polytechnischen Universität Madrid.

## Schriften
- Plastic design of portal frames. Cambridge University Press, 1957.
- mit John Baker, M. Horne: The steel skeleton. Band 2. Cambridge University Press, 1956 (Band 1 von Baker allein).
- mit John Baker: Plastic design of frames. 2 Bände. Cambridge University Press, 1969, 1971.
- Beams and framed structures. Pergamon Press, Oxford 1964; 2. Auflage: 1974.
- The Science of Structural Engineering. Imperial College Press, 1999.
- Elements of the theory of structures. Cambridge University Press, 1996.
- Basic structural theory. Cambridge University Press, 2008.
- Structural analysis: a historical approach. Cambridge University Press, 1998.
- Equilibrium of shell structures. Clarendon Press, Oxford 1977.
- Elements of Stress analysis. Cambridge University Press 1982, 2008.
- Arches, vaults, and buttresses: masonry structures and their engineering. Aldershot, Hampshire 1996.
- The Masonry Arch. Horwood, Chichester 1982.
- The stone skeleton: structural engineering of masonry architecture. Cambridge University Press, 1995.
- Coulomb’s memoir on statics; an essay in the history of civil engineering. Cambridge University Press, 1972; Imperial College Press, 1997.